# 5624 Shirley
5624 Shirley eller 1991 AY1 är en asteroid i huvudbältet som upptäcktes 11 januari 1991 av den amerikanske astronomen Eleanor F. Helin vid Palomar-observatoriet. Den är uppkallad efter William J. Shirley och hans fru.